# 南条秀雄
南条 秀雄（なんじょう ひでお、1921年（大正10年）6月16日 - 1985年（昭和60年）11月10日）は、シテ方観世流能楽師。神奈川県横浜市生まれ。

## 来歴・人物
1921年（大正10年）、南條秀治（太鼓方観世流）の長男として横浜に生まれる。その後東京に転居し、永田町小学校を卒業。1930年（昭和5年）、梅若万三郎 (初世)に入門。戦後は関西へ転居し、梅若猶義、先代観世喜之に師事した。1933年（昭和8年）には、シテ方としての初舞台を踏み、1941年（昭和16年）、初シテ方を務める。「玉鑾会」、「散る花の会」を主宰した。妻は、日本初の女性能楽師・師範の奥村富久子で、親交があった谷崎潤一郎の媒酌であった。
日本能楽会会員。重要無形文化財総合指定保持者。

## 著書
- 『花のむかし』（南条秀雄, 奥村富久子 著・南条秀雄師追悼出版事業会・1986年）